# Vernokhörner
Vernokhörner är en bergstopp i Schweiz.   Den ligger i regionen Surselva och kantonen Graubünden, i den sydöstra delen av landet, 130 km öster om huvudstaden Bern. Toppen på Vernokhörner är 3 043 meter över havet, eller 315 meter över den omgivande terrängen. Bredden vid basen är 3,9 km.
Terrängen runt Vernokhörner är huvudsakligen bergig. Runt Vernokhörner är det mycket glesbefolkat, med 5 invånare per kvadratkilometer.. Närmaste större samhälle är Acquarossa, 14,0 km sydväst om Vernokhörner. 
Trakten runt Vernokhörner består i huvudsak av gräsmarker.